# Hygelac
Hygelac is een koning uit de zesde eeuw, genoemd in het Oudengelse gedicht Beowulf en in de Frankische geschiedschrijving van Gregorius van Tours.
Hygelac is de zoon van Hrethel en broer van Herebeald en Haethcyn. Hij is gehuwd met Hygd en Heardred is zijn zoon en opvolger. Zijn dochter is met Eofor gehuwd. Een zuster van Hygelac is getrouwd met Ecgtheow en Beowulf is hun zoon. Beowulf is dus Hygelacs neef.
Hygelac is koning van de Geats, van welk volk verder niets bekend is. Het verband dat wel gezien is tussen de Geats en de Goten in Zweden is twijfelachtig.

## Overwinning op Zweden
In de Beowulf wordt verteld, dat Haethcyn zijn broer Herebeald per ongeluk met een pijl doodschoot en toen hun vader Hrethel stierf, Haethcyn, Hygelacs broer, de koning opvolgde. Haethcyn kwam om in de strijd tegen de Zweedse koning Ongentheow, maar de broers Eofor en Wulf Wonreding, zonen van Wonred, doodden Ongentheow. Hygelac volgde zijn broer Haethcyn op en huwde zijn dochter uit aan Eofor.

## Laatste plundertocht en overlijden
Sinds Grundtvig wordt Hygelac geïdentificeerd met Chlochilaich, koning der Denen, die genoemd wordt in de Historia Francorum van Gregorius van Tours. Gregorius vermeldt dat er onder diens leiding een inval van de Denen heeft plaatsgevonden in Gallië in de regeringsperiode van Theuderik I (begin 6e eeuw). Theuderik stuurde er zijn zoon Theudebert I op af. Hygelac zou volgens de Beowulf in het land van de Friezen tijdens de slag aan de Rijn in het jaar 526 zijn gedood. Hygelac was met Beowulf op plundertocht in Hettergouw (Hattuaria), dat bewoond werd door de Chattuarii (Attoarii, Hetware in Beowulf), een Germaanse stam van de Franken. Zijn personage is een van de weinige bij naam bekende personen in de Nederlandse geschiedschrijving van de vijfde en zesde eeuw.